# Cuivre natif
Le cuivre natif est un minéral métallique, un corps simple de formule chimique Cu de la catégorie élément natif et une espèce cristalline naturelle correspondant à l'élément cuivre, de symbole Cu. 
Le cuivre natif cristallise dans le système cubique et ne présente pas de clivage. Il est opaque, à éclat et lustre métalliques, de couleur rouge de cuivre à rouge cochenille ou brune. C'est un minéral dense (d = 8,93 en moyenne, comprise entre 8,80 et 8,95) et peu dur (dureté = 2,5 à 3).

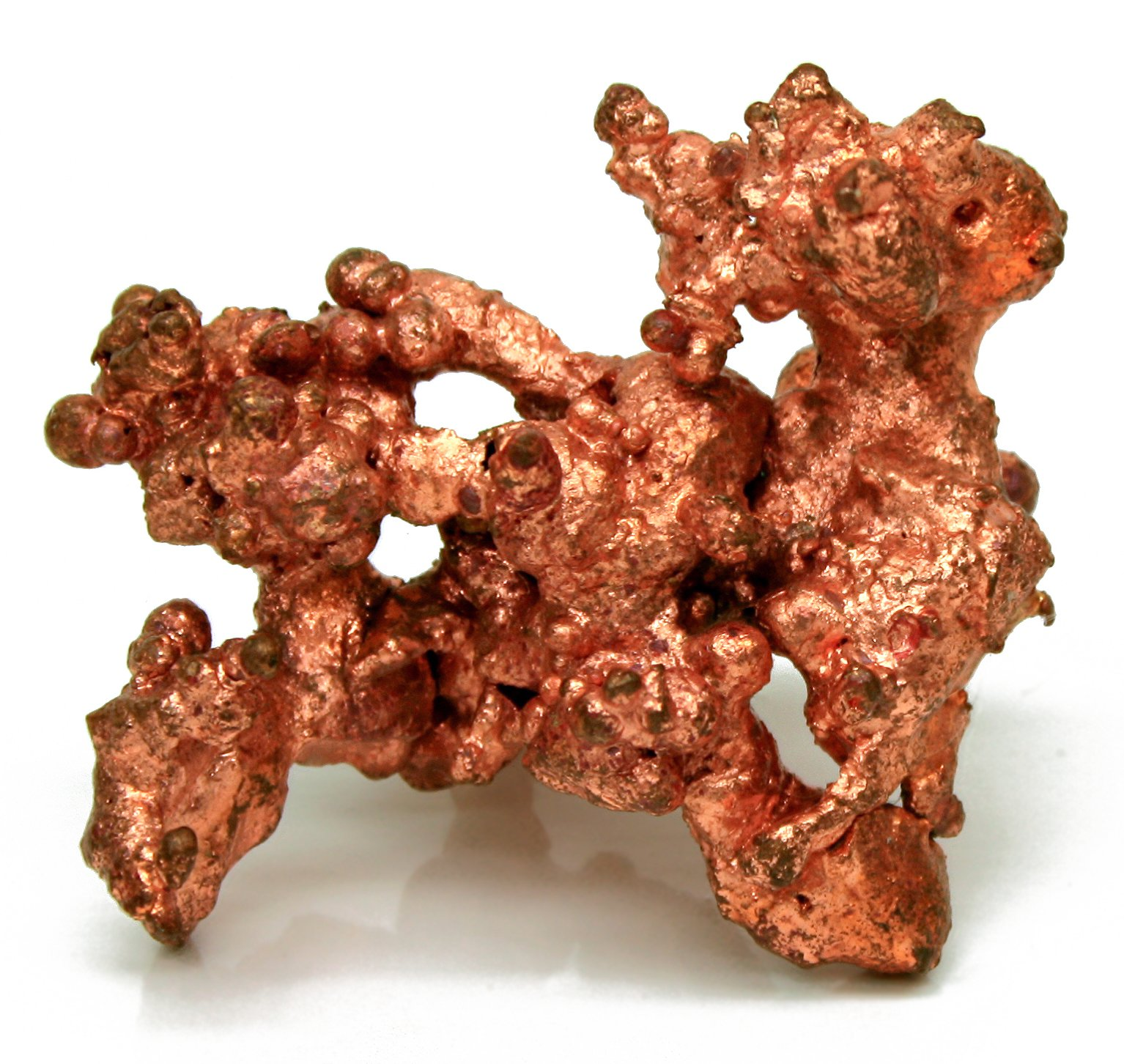
Forme contorsionnée du cuivre natif (taille 4 cm)

Le rose pale plus que le rouge de cuivre caractérise sa surface de cassure écailleuse et fraîche. La seconde couleur caractéristique citée apparaît néanmoins très vite lorsque la face s'assombrit en quelques dizaines de secondes. Plus terne après un temps d'exposition à l'air, la même couleur devient brillante et métallique. Elle signale également sa poussière ou sa trace opaque et brillante sur une surface plus dure. La cohésion des masses métalliques, souvent détritiques, ramuleuses ou dépourvues de formes régulières, dévoile une bonne malléabilité et une grande ductilité, mais aussi une excellente conduction thermique et électrique. Le travail au marteau ou martelage du cuivre en fils, en feuilles, en tablettes ou en formes complexes, parfois articulées, remonte à l'âge de pierre. 
Le cuivre natif est communément le produit de réaction de solutions hydrothermales avec des corps réducteurs, tels que des oxydes de fer présents dans les laves basaltiques. Il existe des formations rocheuses ou concentrations massives de cuivre natif de plusieurs tonnes, voire de plus de 420 tonnes remplissant la péninsule de Keweenaw, près du lac Supérieur au Michigan.  

## Historique de la description et de l'appellation

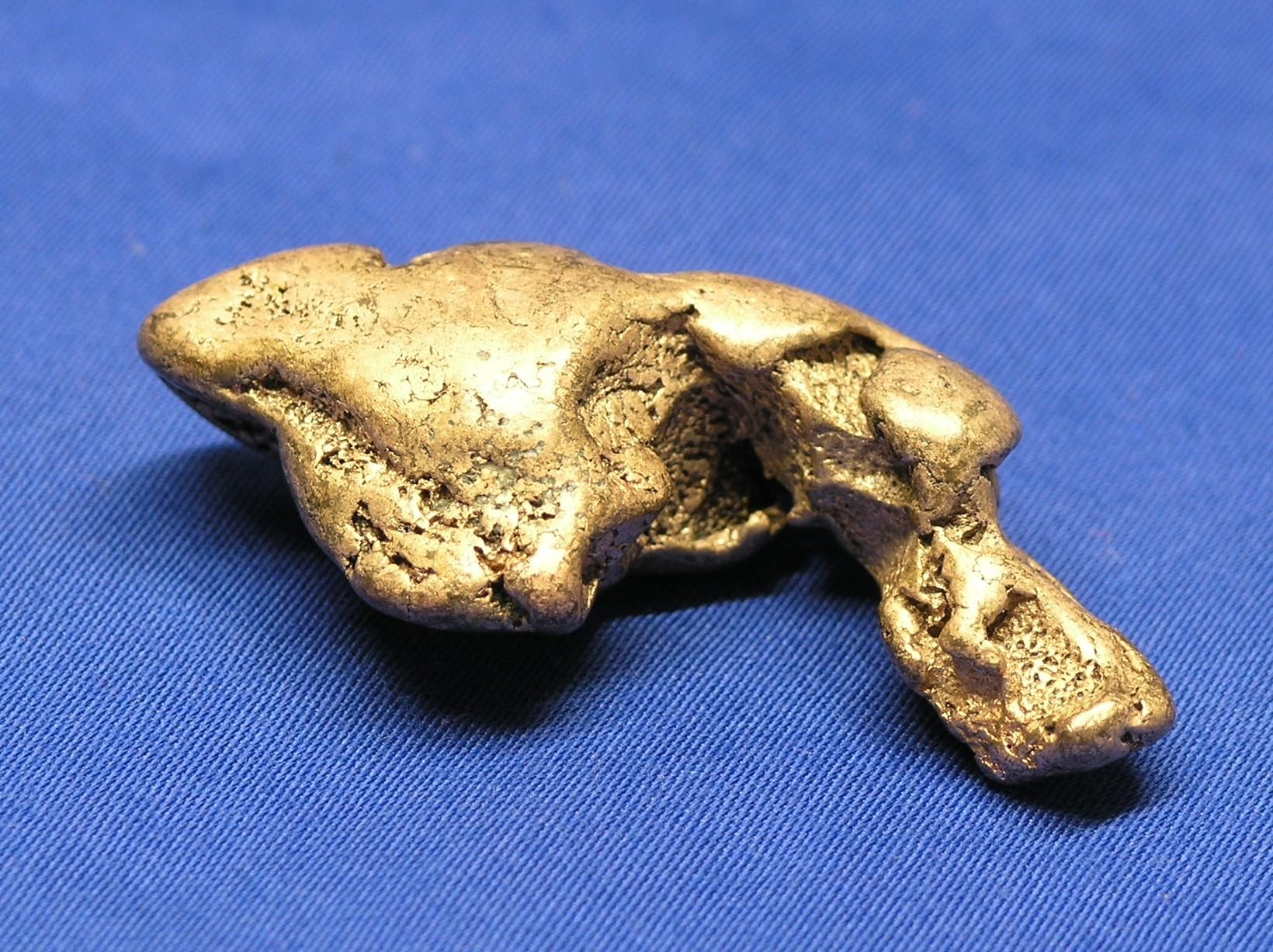
Pépite de cuivre de 25 g

Le mot cuivre attesté en français dès 1190 dans l'œuvre de Gautier d'Arras vient du latin populaire cǔpreum, issu du vieux latin cyprium, forme adjectivale emprunté au grec cyprios, signifiant "relatif ou propre à l'île de Chypre". Le terme latin aes cyprium désigne en effet le métal de Chypre ou Kypros, c'est-à-dire le cuivre. 
L'île était connue pour ses gisements de cuivre recelant essentiellement des minerais cuprifères, mais aussi du cuivre natif. L'association internationale de minéralogie admet par définition deux géotypes, l'île de Chypre et la zone du boom minier du Nord Michigan, appelée Copper country au sud du lac Supérieur.

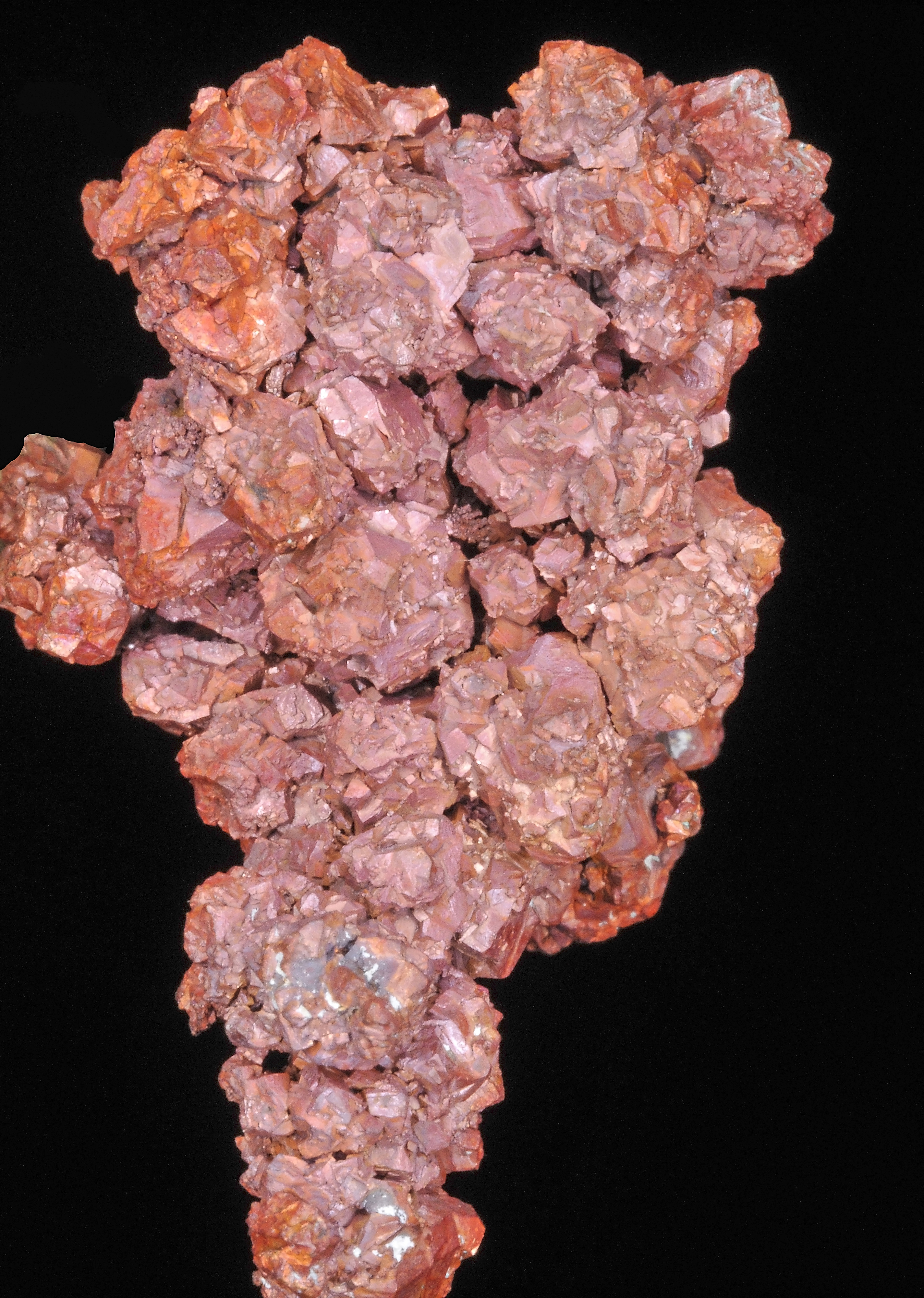
Bouquet de cristaux de cuivre natif rose en lumière réfléchie, Région autonome du Guangxi Zhuang, Chine

## Cristallochimie
Le cuivre natif est souvent très pur, mais il contient parfois une fraction d'argent et de bismuth, en particulier dans les filons hydrothermaux argentifères.
Il fait partie du groupe du cuivre, qui comprend en outre les éléments natifs Au (or natif), Ag (argent natif) et Pb (plomb natif), ainsi que la maldonite Au2Bi (bismuthure d'or). Lorsque l'argent natif et le cuivre natif sont voisins dans un gisement, il est possible d'observer un alliage stable CuAg nommé halfbreed.

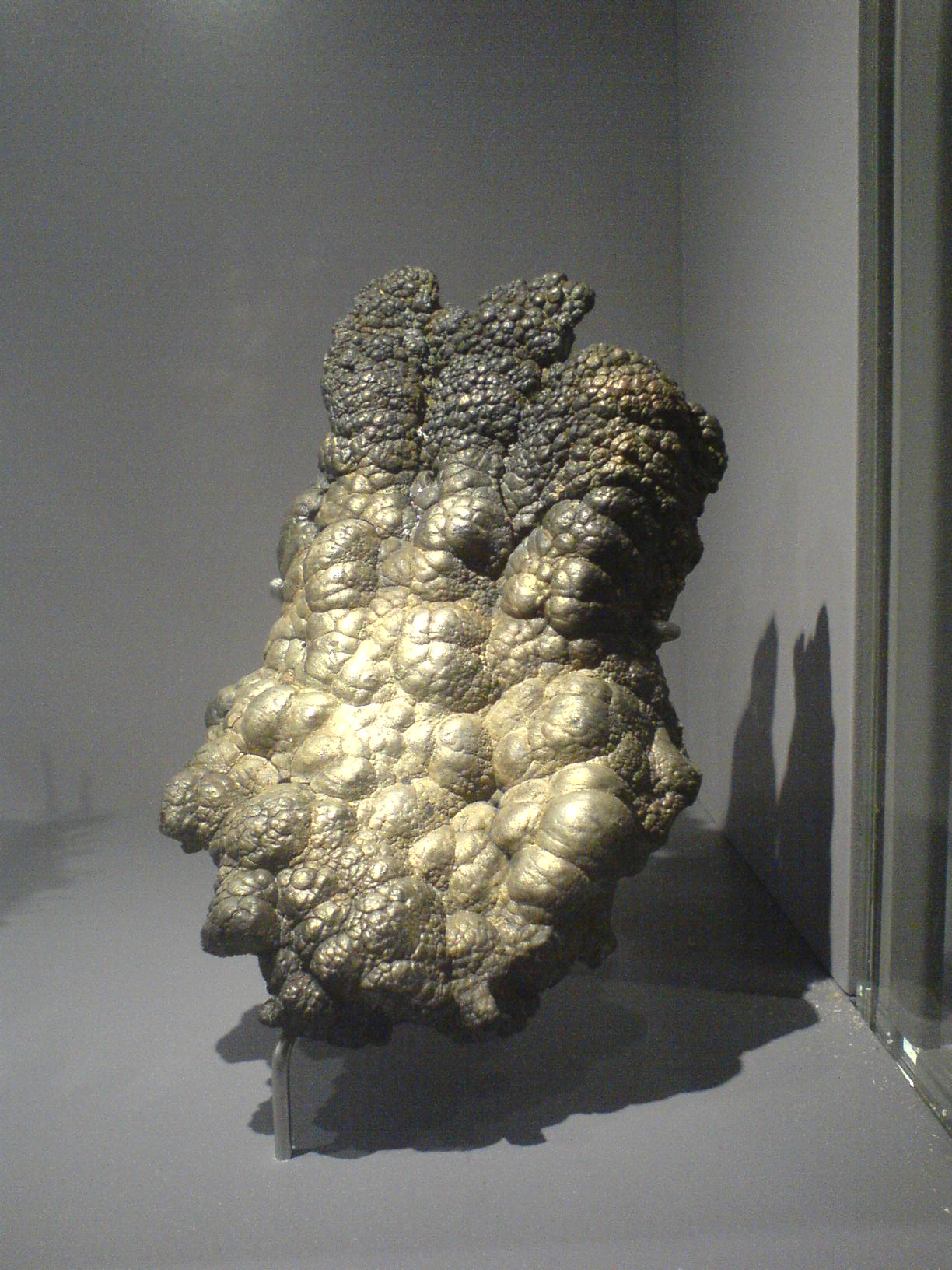
Argent natif sur cuivre natif de Bolivie, Muséum national d'histoire naturelle (Paris)

Sa structure est celle d'un métal, empilement cubique de billes de cations Cu2+ baignant dans une "mer de Fermi", constitué d'une organisation liante quantique d'électrons en bandes libres. La présence constatée par l'analyse d'électron libre explique les propriétés de conduction de la chaleur et de l'électricité.
Les beaux cristaux isolés ou simplement distincts de quelques centimètres sont rares. Les faces définissant leur forme sont (111), (110), (001) et (100). Il existe des cristaux à faces creuses. Des cristaux automorphes sont aplatis sur
(111) et allongés le long de (001) : ils peuvent exceptionnellement dépasser 15 cm. 

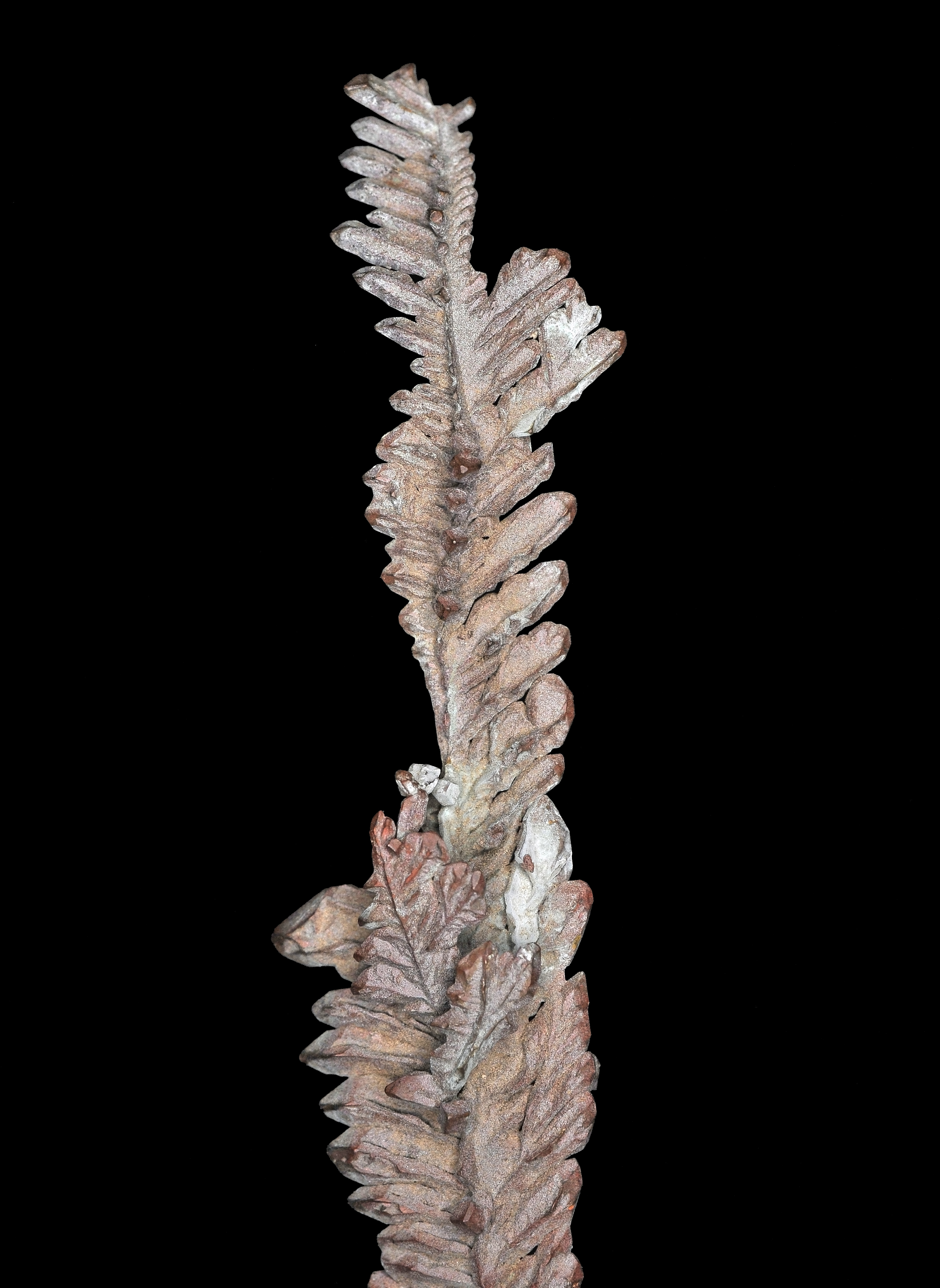
Ramule de cuivre natif, Broken Hill, Australie

Alfred Lacroix mentionne des groupements de cristaux allongés, suivant un axe ternaire, groupés suivant les angles 60°, 120°. les agrégats cristallins sont beaucoup plus fréquents, dévoilant rarement des pseudoformes cubiques ou dodécaédriques et communément des formes lamellaires, filiformes, très contorsionnées ou en squelettes. Les masses peuvent être cristallines, mousseuses ou compactes, mais elles sont aussi lamellaires, torsadées, dendritiques, ramuleuses  ou dépourvues de formes régulières. 
Jean-Baptiste Romé de l'Isle, célèbre minéralogiste français, nous a laissé une extraordinaire description dans sa Cristallographie posthume d'un échantillon en rameau flexible, articulé par des groupements d'octaèdres réguliers.

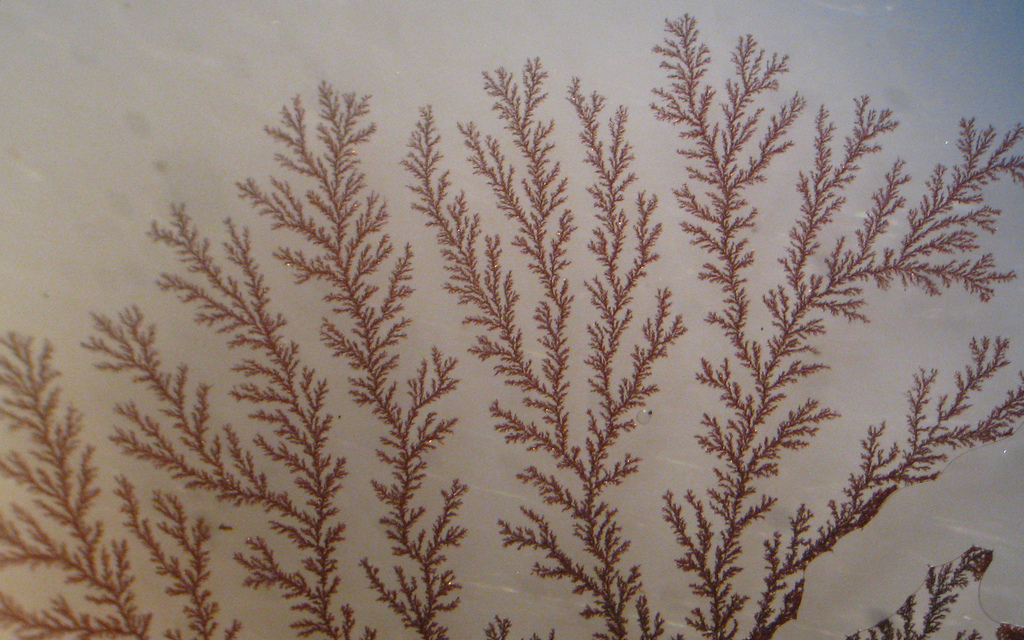
Dendrites de cuivre natif (grossies 20 fois)

La pseudomorphose sur calcite, aragonite ou cuprite est souvent observée.
Les plus fines lamelles naturelles de cuivre natif sont translucides, elles laissent passer une lumière verte.
Dans la classification de Dana, le cuivre natif fait partie du groupe de l'or, noté 01.01.01, comportant des éléments natifs différents du platine et rapproché de l'or, de l'argent, du plomb et de l'aluminium. Selon la classification de Strunz, il est le cinquième groupe de la famille cuivre-copalite noté 01.AA, tout comme l'aluminium, le plomb, l'or, le nickel et l'argent.

## Propriétés physiques et chimiques

### Coloration
La plupart des échantillons conservés ou muséographiques sont légèrement oxydés en surface. La couleur rouge cuivrique, très vive sur une cassure fraîche, finit par se ternir, et se transformer en nuances plus sombres de brun rouge ou rouge sombre, voire noire ou verte. De même, la poussière métallique opaque est rouge de cuivre.

### Oxydation de surface
Le métal natif est fusible vers 1 083 °C. Au refroidissement à l'air, une couche noire d'oxydes est observable. Toutefois, à des températures ambiantes, exposé à l'air, ce métal natif est fréquemment oxydé en cuprite, en pellicule de malachite verte, en chessylite, en lumite. Une des caractéristiques remarquables de la plupart des oxydes de cuivre ou des composés d'oxydation du cuivre est leur rôle couvrant. La surface d'altération est superficielle. Elle est verdâtre, noirâtre, iridescente dans le cas de la malachite. Le vert de gris est une patine qui contient souvent malachite et azurite encore dénommée chessylite, soit des carbonates hydroxylés basiques de cuivre II.

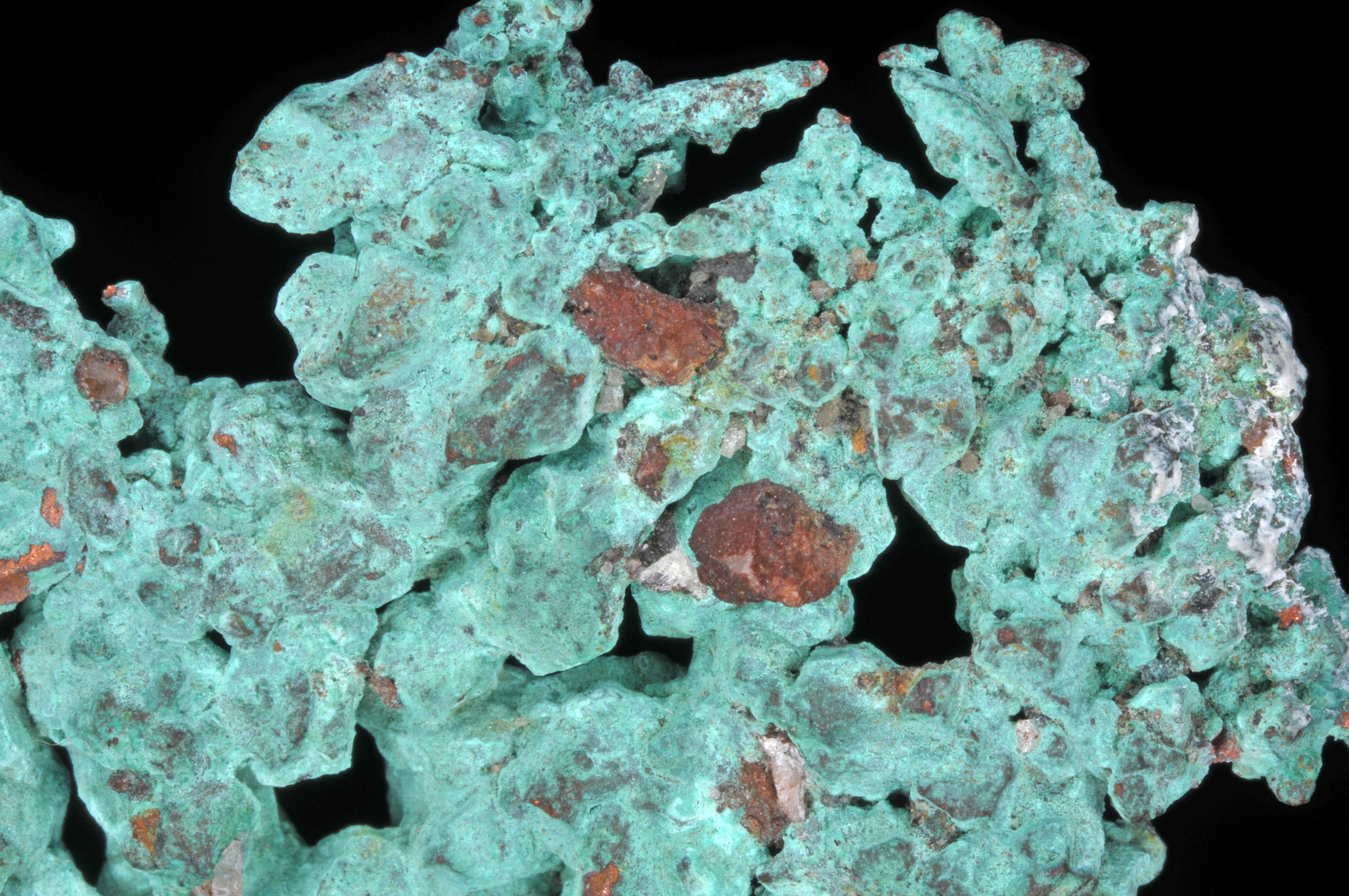
Vert de gris sur cuivre natif, Oumjrane (Maroc)

### Solubilité et dissolution
Le cuivre n'est pas soluble dans l'eau froide ou chaude, mais il est facilement dissout dans l'acide nitrique avec un vif dégagement de vapeurs nitreuses rouge. La présence de sels de cuivre confère immédiatement une couleur verte aux solutions aqueuses. Mais l'addition d'ammoniaque légèrement en excès les font virer au bleu foncé.
Il s'agit d'un procédé d'identification utile pour le distinguer par rapport aux autres minéraux métaux natifs, le test étant associé à l'éraflure pour repérer la couleur rouge cuivrique, au trait ou trace de poussières et à la vérification de la malléabilité effectuée au marteau. L'argent et l'or se repèrent par d'autres couleurs de la matière et du trait. La nickelite n'a pas le même trait.

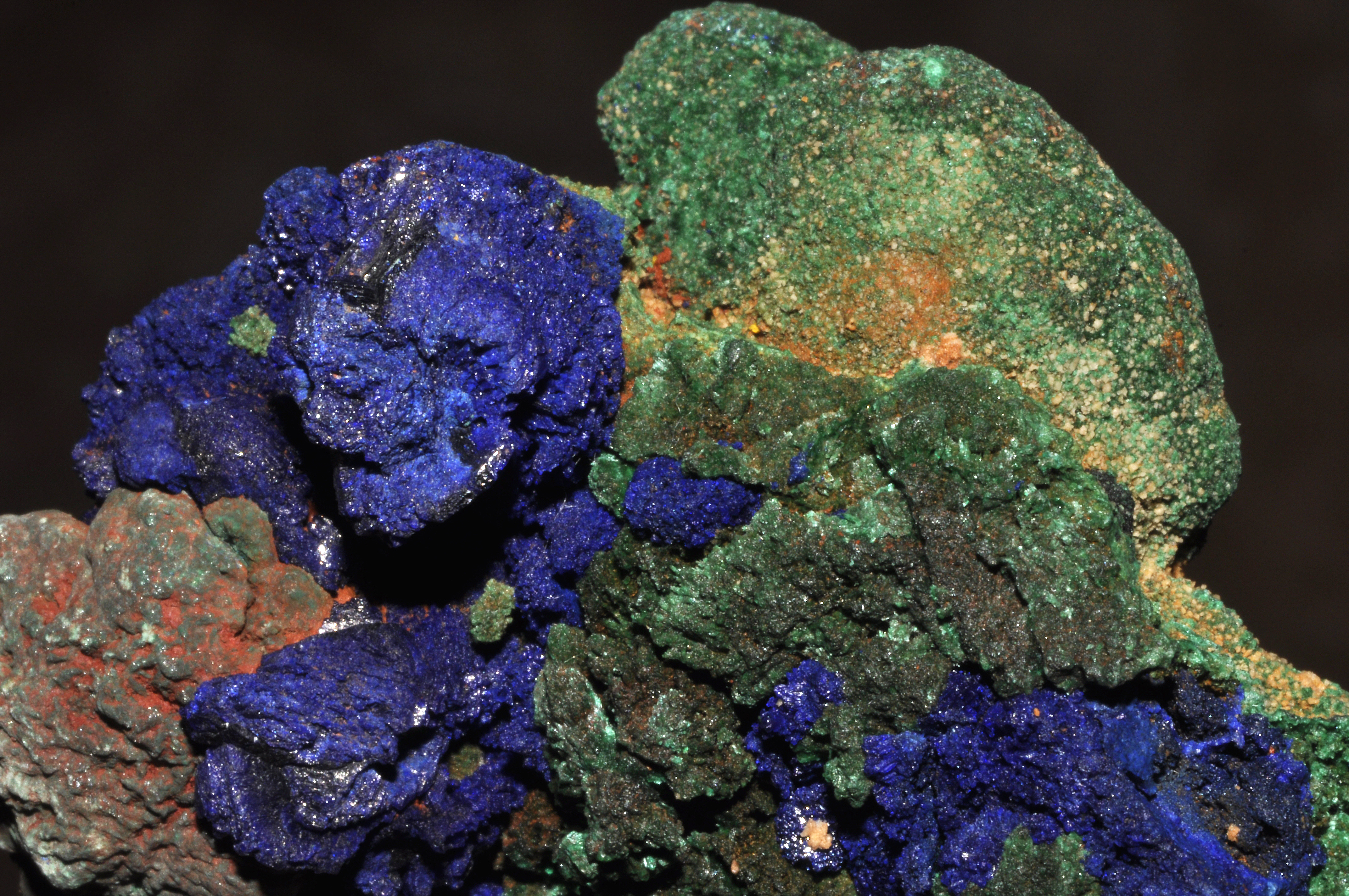
Azurite bleue et malachite verte séparées et réunies sur cuivre natif, Maroc

Le cuivre est soluble à chaud dans l'acide sulfurique. Il est très peu soluble dans l'acide chlorhydrique concentré ou dans l'ammoniaque concentré. Il s'agit, en un sens restreint, d'un métal noble, par rapport à ces deux acides.
L'acide chlorhydrique dilué, qui est nettement moins agressif que l'acide nitrique, est recommandé pour nettoyer les échantillons.

### Alliages
Le cuivre forme des alliages avec l'or en toute proportion ; il est totalement miscible dans l'or.
L'adjonction d'une faible quantité d'étain durcit considérablement le cuivre ainsi allié. Une plus grande quantité, de l'ordre du tiers, donne naissance à d'autres matériaux comme les bronzes.

### Toxicité
Le cuivre sous forme atomique (Cu) est un oligoélément utile, mais il devient toxique lorsqu'il est sous sa forme ionique (Cu2+).
Les sels de cuivre sont vénéneux, à commencer par le vert de gris. La couverte d'une fine couche d'étain, opération dénommée étamage, le protège de l'oxydation et des effets dévastateurs de l'humidité et des restes organiques.
Assez paradoxalement, si on maintient la surface du cuivre très propre et sèche par essuyage méticuleux après les courtes périodes d'usages spécialisées pour le chauffage, les ustensiles en cuivre ne sont pas dangereux. Ils permettent même d'accentuer des réactions moléculaires à l'origine de saveurs et de goûts recherchés par effet de la surface métallique.

## Gîtes et gisements
Il se trouve communément dans les cavités et les zones poreuses des roches mafiques effusives qui sont le produit de l'extrusion de laves basiques. 
Il est moins commun par exemple dans les grès et les roches argileuses dite shales, qui ont été traversés par des filons hydrothermaux.
Il est alors le produit de la réduction par des minéraux ferreux de solutions riches en cuivre. La précipitation chimique explique notamment la fréquence des structures plus ou moins informes.
Minéral de formation secondaire, il apparaît également comme la conséquence d'une réduction chimique dans la zone d'oxydation de gisements de sulfures riches en cuivre liée à des roches hyperbasiques ou à la présence de corps réducteurs.  
Toutefois la plupart des masses cristallines occupent des veines, des veinules ou se placent sur des couches.
Les secteurs nativo-cuprifères ont été repérées de temps immémoriaux en observant les alluvions des vallées qui les traversent, ainsi par exemple en Bolivie de petits octaèdres réguliers de cuivre natif peuvent être observés au milieu des sables.

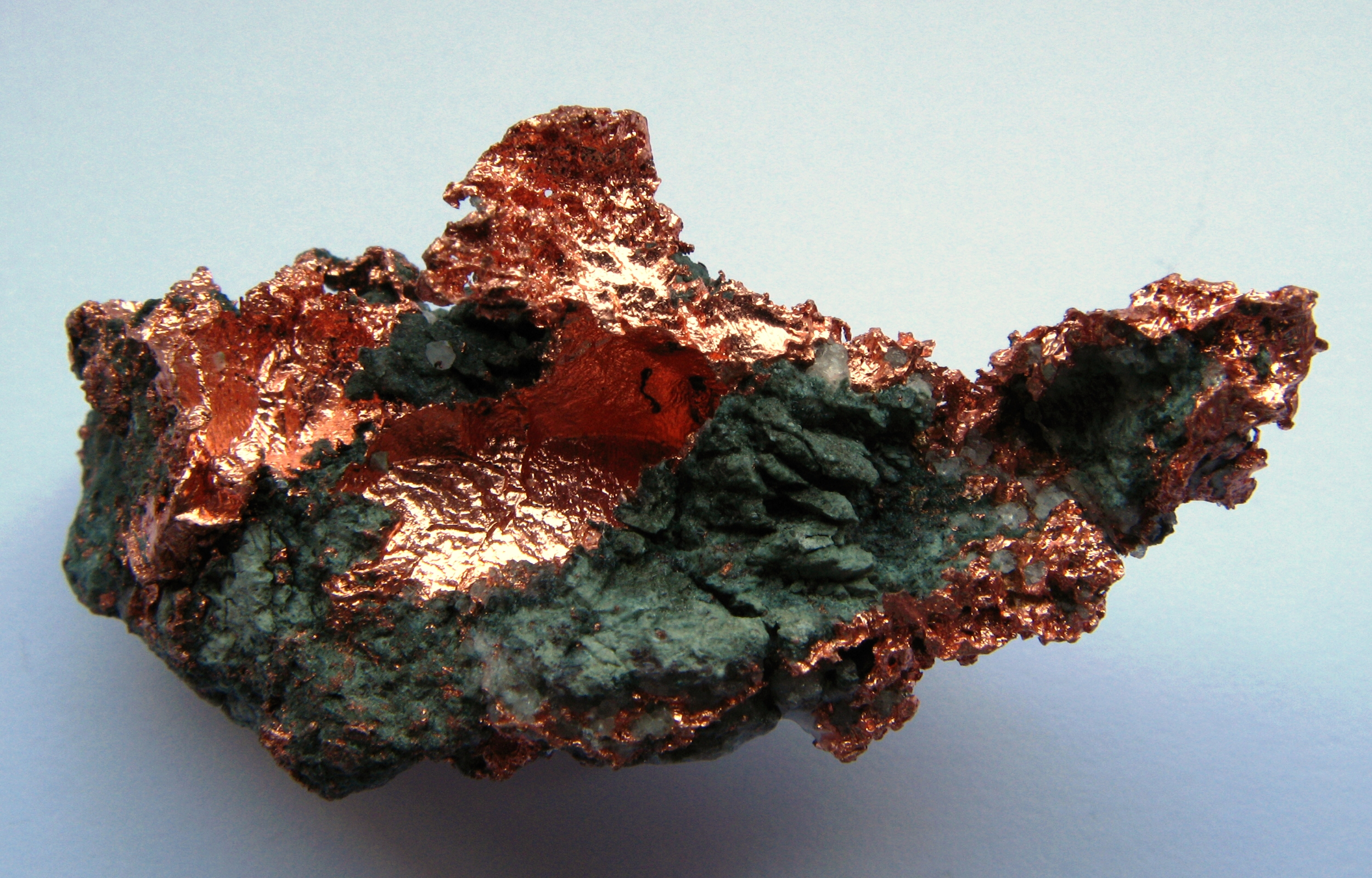
Cuivre natif, Allemagne

### Gîtologie et minéraux associés
Il est typique des zones de cémentation des gisements de minerais de cuivre, par exemple dans l'Antiquité à Chypre. Il n'est pas rare dans les anciennes mines inondées par des eaux chargées en sulfate de cuivre, il se forme lentement par exemple en incrustation d'objet de fer ou en minéral de remplacement des bois de mines altérés. Rappelons que l'oxydation des sulfures produit des sulfates, or le sulfate de cuivre est très soluble. S'il imprègne un milieu réducteur ou entre en contact avec un corps réducteur, il produit à terme du cuivre natif par cémentation ou précipitation, sous diverses formes caractéristiques. La solution de sulfate de cuivre peut être recueillie dans un bassin contenant des rognures de fer réducteur, le cuivre cémenté prendra alors la forme de rognons, de mamelons, voire de structures en chou-fleur. L'écoulement prolongé le long d'une boiserie de mine permet au cuivre natif formé de s'incruster dans les anfractuosités du bois, agent réducteur insolite, constituant la poutre de boisage des galeries. De telles associations massives bois-cuivre natif ont été décrites à Chessy en France ou à Herrengrund en Hongrie.
Il est également communément présent dans les zones volcaniques, souvent piégé à l'intérieur de géodes de quartz ou en inclusion dans les basaltes sous forme de placage ou de filaments. Lorsque les basaltes sont en contact avec les roches sédimentaires, il peut être ou se former en inclusions ou en filons de formes similaires dans ces dernières roches, par exemple les conglomérats ou des grès. Dans ces deux cas, les inclusions peuvent être importantes.
Les veines cuprifères qui contiennent du cuivre natif sont communes dans les grès, les calcaires ou encore des ardoises ou des roches ligneuses, milieux qui peuvent jouer un rôle de milieu réducteur. Les principaux minerais de cuivre tels que la chalcopyrite cuivrée ou la bornite bleu violacé peuvent en contenir d'infimes quantités ou parfois quelques rares masses occasionnelles de quelques kilogrammes. 

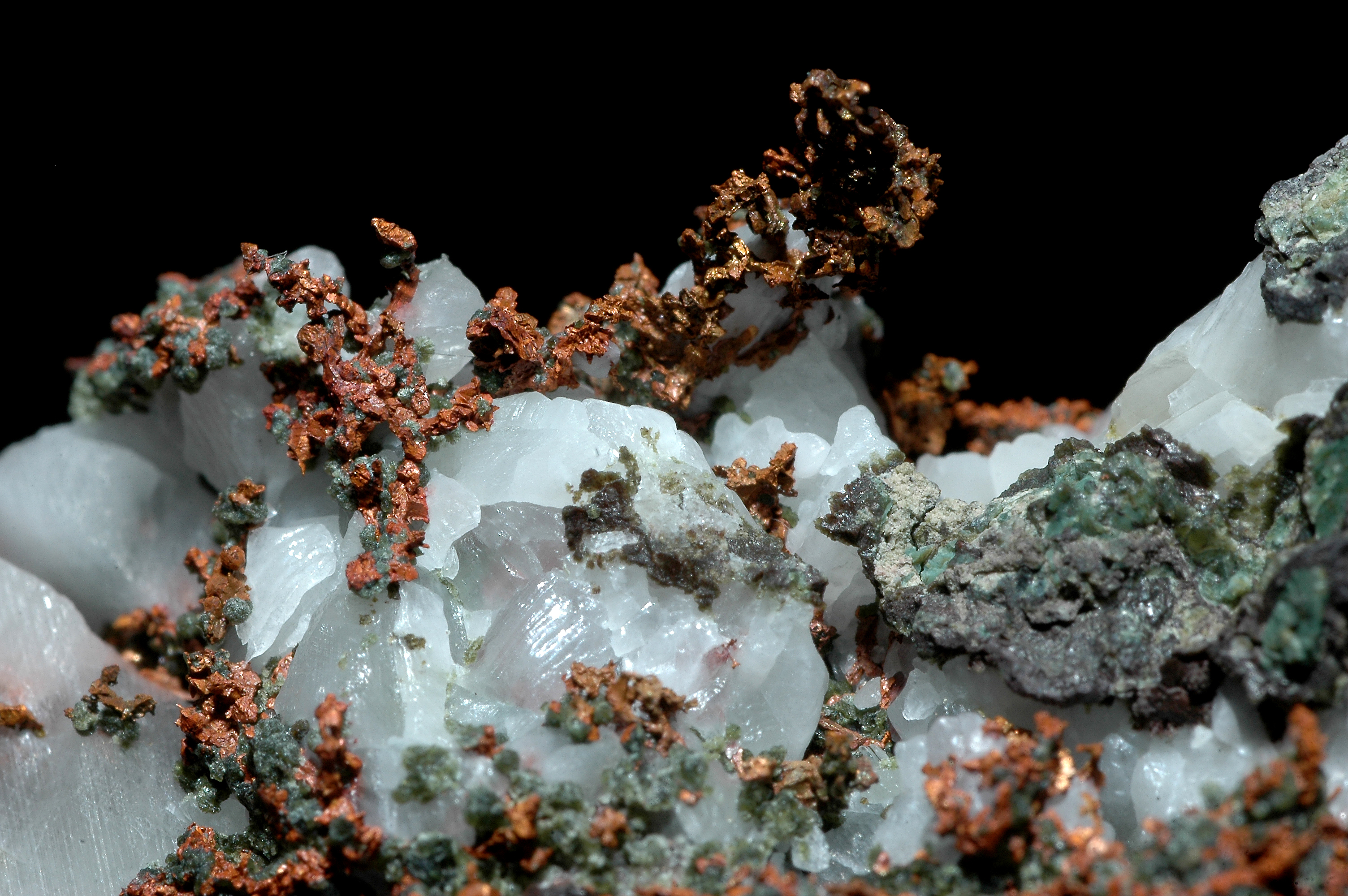
Cuivre natif sur calcite

La péninsule de Keweenawa est géologiquement formée par l'alternance de couches de basalte et de bancs de grès et/ou de conglomérats, et les cavités et anfractuosités ont été cémentées par le cuivre natif, transporté par les solutions hydrothermales de sels de cuivre et d'argent, de calcium et de divers métaux. Le cuivre natif parfois allié à argent en half breed est associé à des minéraux cuprifères, à la calcite, à des zéolites et à l'épidote. 
Enfin, le plus souvent à l'état de traces ou de faibles quantités, le cuivre est présent dans les météorites. La mission lunaire russe 24 l'atteste sur notre satellite naturel avec les échantillons collectés le 18 août 1976 sur la mare Crisium.
Minéraux associés : cuprite, malachite, ténorite, lumite, chalcopyrite, chalcocite, blende ou sphalérite, azurite ou chessylite, , calcite, quartz, chalcantite, argent, chalcocite, covellite, bornite, cuivre gris, oxydes de fer comme la goethite, argiles, zéolithes, épidote, lignite...

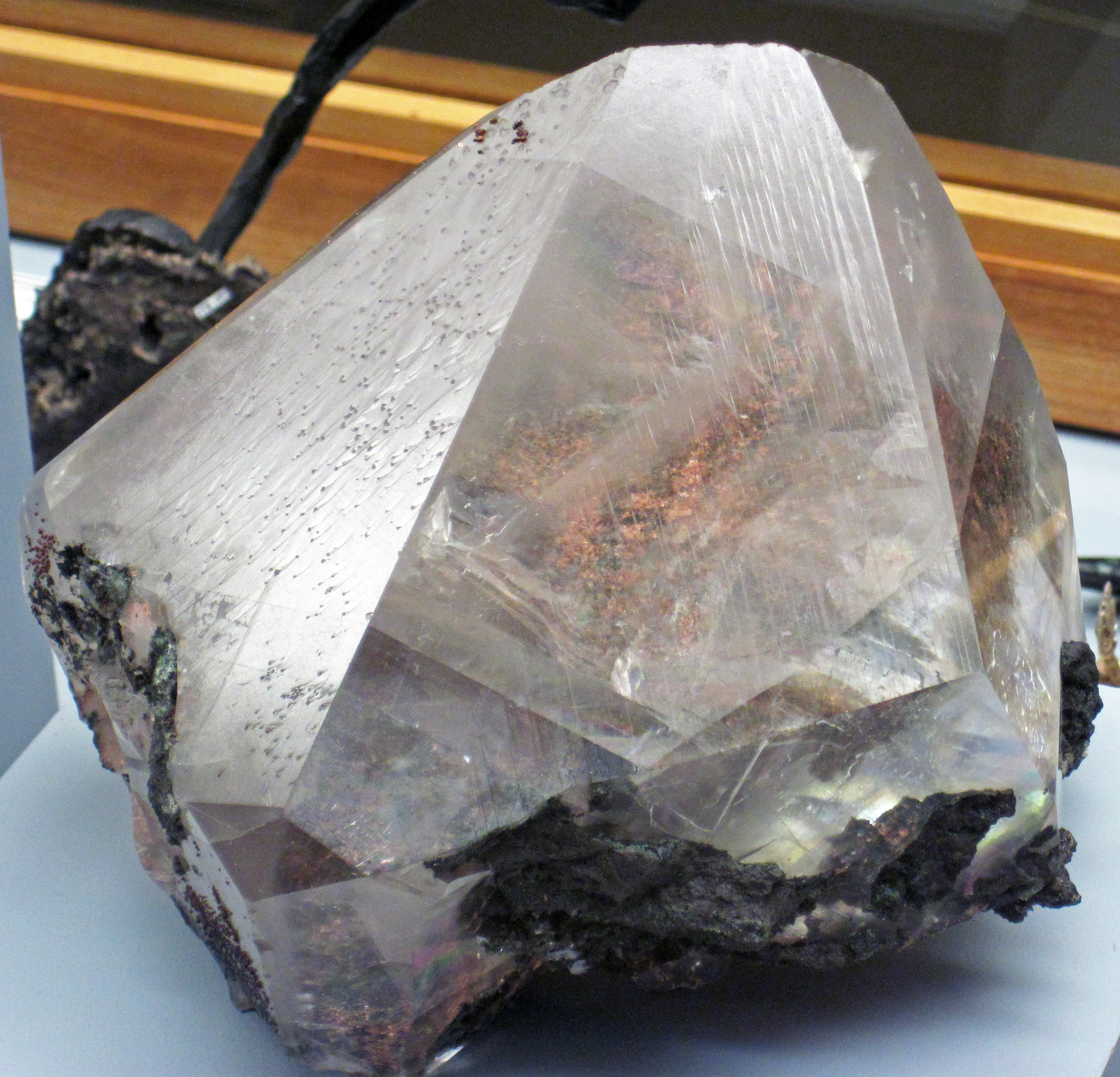
Cuivre natif emprisonné dans un gros cristal de calcite

### Gisements abondants ou caractéristiques
Afghanistan
 Afrique du Sud
 Allemagne
- Mine de Rheinbreitenbach, Rhénanie-Nord-Westphalie
- Mine Friedrichssegen, près de Bad Ems parmi d'autres mines de Rhénanie-Palatinat (beaux cristaux)

 Argentine
 Arménie
 Australie
- Broken Hill, comté Yancowinna, Nouvelle-Galles du Sud
- Mont Isa et Cloncurry district, Queensland

 Autriche
 Belgique
 Brésil
 Bolivie
 Bulgarie
 Chili
- Andacolla, Coquimbo

 Chypre
 Corée du Sud
 Bolivie
- Corocoro, La Paz (pseudomorphe d'aragonite)

 Canada
Mamainse Point, Algoma District, Ontario, lac Supérieur
Mine Afton, Kamloops, Colombie Britannique
 Chine
- Daye, province de Hubei
- Chengmenshan, Jiurui, province de Jiangxi

 Danemark
 Égypte
 Équateur
 Érythrée
 Espagne
 États-Unis

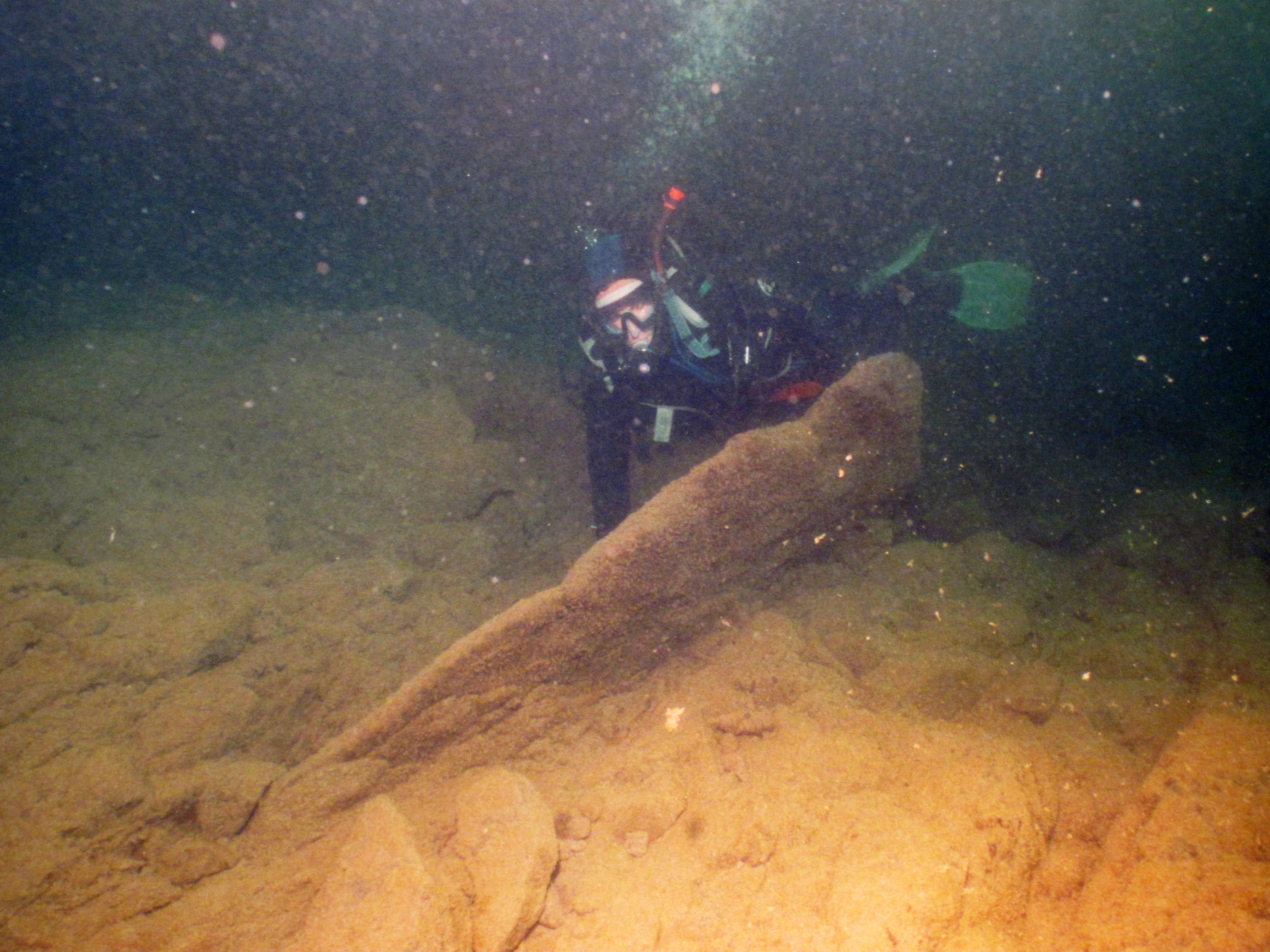
Veine de cuivre dans le lac Supérieur, péninsule de Keweenaw, Michigan

- Copper Queen, Bisbee, Arizona (beaux cristaux)
- Ajo, comté Pima; Morenci, comté Greenlee; Ray, comté Pinal, Arizona
- Mines du district de Franklin, ou carrière de Chimney Rock, Bound Brook, comté de Somerset, New Jersey
- Zone du cuivre, comté de Houghton, Ontonagon, et Keweenaw, Péninsule de Keweenan, Isle Royale, lac Supérieur, Michigan (cristaux de 3 cm, cuivre maclé, halfbreed, masse compacte de plusieurs tonnes, concentration la plus importante connue dans la péninsule déjà citée)

 Nouveau-Mexique
 Fidji
 Finlande
 France
- Filon cuprifère mine Saint-Michel, Baigorry, Pyrénées-Atlantiques
- cuivre compact ou en masse arborescente, mine de sulfures de cuivre, Focicchia, Erbajolo, Linguizetta, Corse
- masse de cuivre natif parfois de l'ordre du kg avec érubescite, Saint-Véran, Hautes-Alpes
- Mine de Canaveilh, Pyrénées-Orientales
- dendrites et masses ramuleuses, Mine de Chessy, Rhône
- cuivre natif et cuprite sur quartz et schistes, Montroc, Tarn
- Mine de Cap Garonne, Var

 Gabon
 Grèce
 Groenland
 Guatemala
 Guinée
 Guyana
 Hongrie
- Mine Herrengrund

 Inde
 Indonésie
 Iran
 Irlande
 Israël
 Italie
 Jamaïque
 Japon
 Kazakhstan
- zone cuprifère de Itauz, Dzezkazgan

 Kirghizistan
 Laos
 Lettonie
- météorite de Daugavpils

 Macédoine
 Madagascar
- blocs de cuivre dans le Crétacé supérieur près de Ambohimarina, au sud de Diego Juarez

 Maroc
 Mexique
 Mongolie
 Namibie
- Ogonja et zone minière de Tsumeb pour les cristaux de collection
- Nigeria

 Norvège
- ancienne mines cuivre de Røros

 Nouvelle-Calédonie (statut d'autonomie administrative)
- Mines Baladi et Pilou, nord de la grande île

 Nouvelle-Zélande
- Mine de Maharahara, à Tararua, île du Nord

 Pakistan
 Panama
 Papouasie-Nouvelle-Guinée
 Paraguay
 Pérou
 Philippines
 Pologne
 Portugal
 République du Congo
 Roumanie
 Royaume-Uni
- Callington District, Cornouailles, Angleterre

 Russie
- Mines d'Ekaterinbourg.... ou mine cuivrique de Turinsk, Bogoslovsk, dans l'Oural (petites masses)
- Mine Rubtsovoskoe, près de Poteryaevka, massif de l'Altaï (dendrites)

 Sénégal
 Serbie
 Slovaquie
 Slovénie
 Suède
- Failles des skarns de Långban

 Suisse
 Taïwan
 Tadjikistan
 Tchéquie
 Turquie
 Ouganda
 Ukraine
 Zaïre
 Zambie
 Zimbabwe

#### Le cuivre natif en France
Il n'y a aucun gisement de cuivre natif notable en France. Ce minéral est en général rare car l'immense majorité du cuivre est sous forme oxydée et combinée à d'autres éléments chimiques, mais il se trouve assez souvent en petites quantités de manière accidentelle, dans les anciennes mines ou zones minière de fer, d'étain, de plomb. On le trouve rarement dans les gisements ou filons hydrothermaux cuprifères, par exemple à base de chalcopyrite, de malachite, de sphalérite...
La vallée du Var déblayant schistes rouges et grès bigarrés a livré des échantillons de cuivre natif jusqu'à 60 kg en masse. Des pépites ou morceaux de taille réduite subsistent encore dans la mine dite de La Rona en Saint-Guillaume ou La Cerisaie à La Croix près Puget-Théniers. En Corse, les filons de sulfures de cuivre dans les schistes éocènes au contact des gabbros et des serpentines d'Erbajolo ont également livré des masses de cuivre compactes ou grossièrement ramuleuses.
Les anciennes mines des Pyrénées sont toujours susceptibles de receler des petites masses de cuivre massif.
La mine cupro-ferrique des côtes à Alban La Fraysse, nommée en occitan Las Costes, dans le Tarn, recelait du cuivre natif, soit dans les schistes avec des hématites, soit en poche avec la cuprite, la malachite et la lumite, parfois même dans des gangues ou des géodes de quartz. La mine du vallon de la Bessière à Najac en Aveyron offrait quelques masses de cuivre natif parmi ses masses de chalcopyrite, galène, bournonite et blende.
Les gisements de galène de Bouyat en Limousin ont livré quelques beaux échantillons de cristaux cubiques ou des agrégats pseudo-cubiques, à côté de masses irrégulières. Des traces de cuivre natif sont observables dans les profondeurs de la mine de galène de Rosier, à Pontgibaud, dans le Puy-de-Dôme. 
Près de Beaujeu, à Monsols ou Ardillats en Beaujolais, dans les anciennes mines de galène, il était possible de trouver des géodes de quartz, où du cuivre en mousse était associé à la panabase. De tous temps, les dendrites ou arborescences de cuivre natif associées aux argiles caractérisaient les mines rouges de Chessy, dans le département du Rhône.
Les anciennes mines de fer de Framont, observées par le docteur Carrière vers 1860, livraient encore de petits échantillons de cuivre natif.
Notons qu'en Nouvelle-Calédonie, les mines cuprifères Balade et Pilou au nord présentent du cuivre natif en masses ramuleuses ou en dendrites, associés à la cuprite aux cristaux rouge rubis et à d'autres minéraux cuprifères englobés dans le quartz des micaschistes grenatifères.

### Galerie

Cuivre natif provenant de gisements remarquables
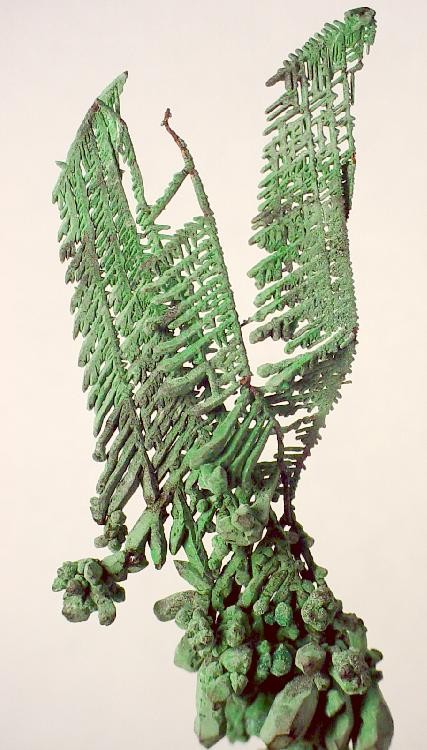
Broken Hill (Nouvelle-Galles du Sud, Australie).
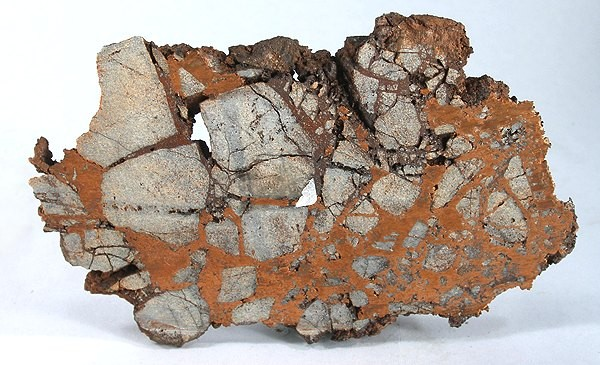
Cuivre natif cimentant une roche. Ray Mine (comté de Pinal, Arizona, États-Unis).
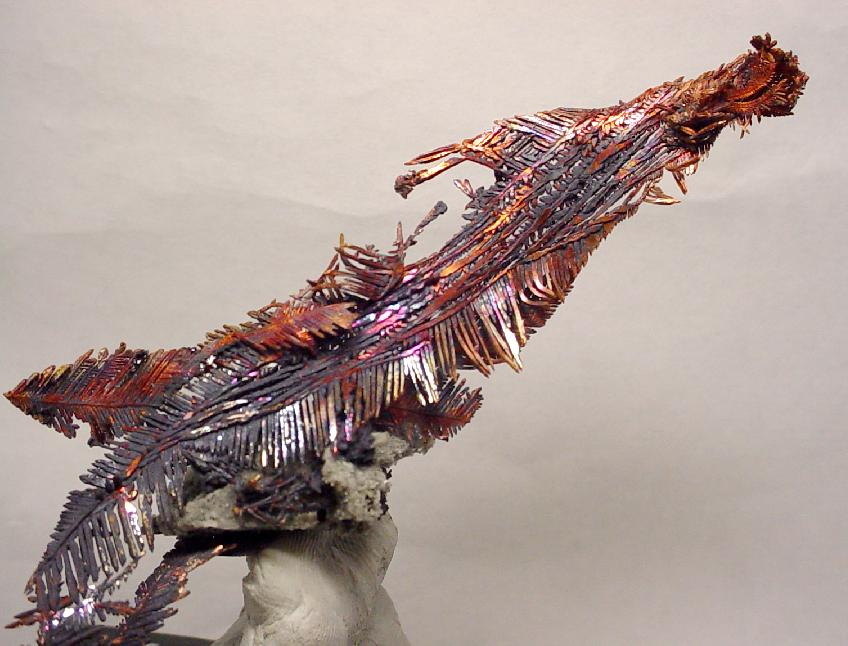
Mine d'Itauz (Kazakhstan).
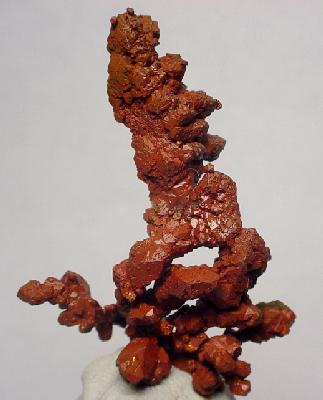
Tsumeb (région d'Oshikoto, Namibie).
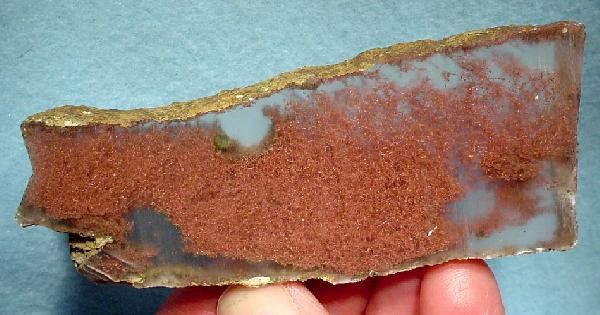
Dendrites de cuivre natif encastrées dans du gypse. Mission Mine (comté de Pima, Arizona, États-Unis).
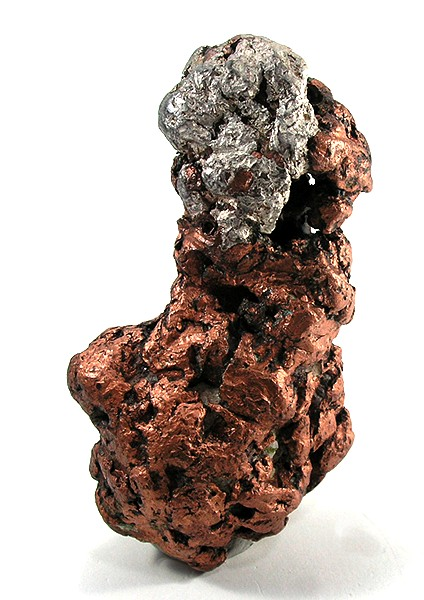
Pépite mixte de cuivre et d'argent natifs. Comté de Keweenaw (Michigan, États-Unis).

## Usages
Objet de curiosité et de collection, le cuivre natif trop rare en masse importante susceptible d'être exploité n'est plus depuis des siècles un métal industriel. Il a été pourtant été utilisé dans l'art ancien, pour réaliser des figurines remarquables ou de multiples formes dessinées en relief.

### Histoire
Au Néolithique, vers 8 000 ans avant J.-C. les archéologues affirment une surexploitation des principaux gisements superficiels connus. La fusion de ce métal natif est attestée en Égypte antique 4 000 ans avant J.-C. et à peine 500 ans plus tard, une métallurgie sophistiquée d'alliages, en particulier le bronze à partir d'étain, un autre métal natif ou obtenu facilement à partir de minerais stanneux.

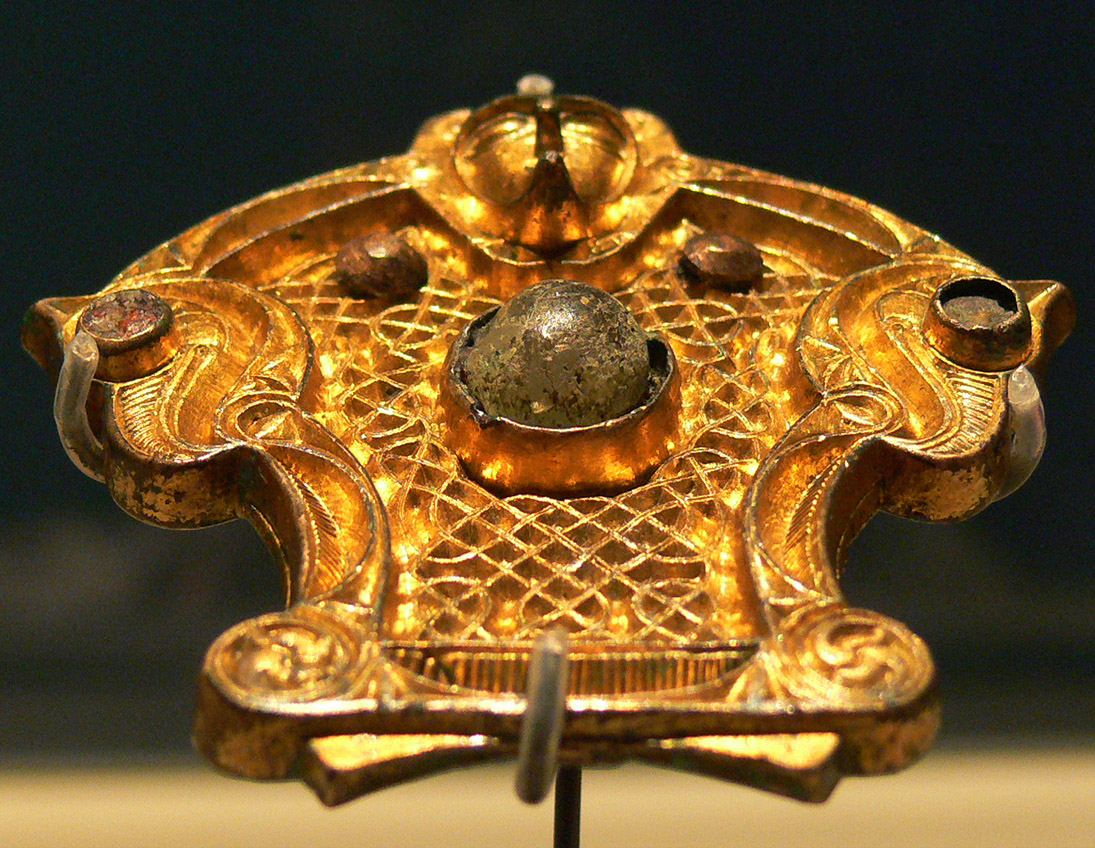
Cuivre et cristaux de verre, art scot, Écosse, VIIe siècle

Il a été utilisé comme métal monétaire, en forme compacte ou en alliages. Les amulettes des peuples nordiques représentant Midgard, les masques mortuaires étrusques, les figurines précolombiennes d'Amérique centrale réalisées en cuivre natif sont des témoignages de ce patrimoine.

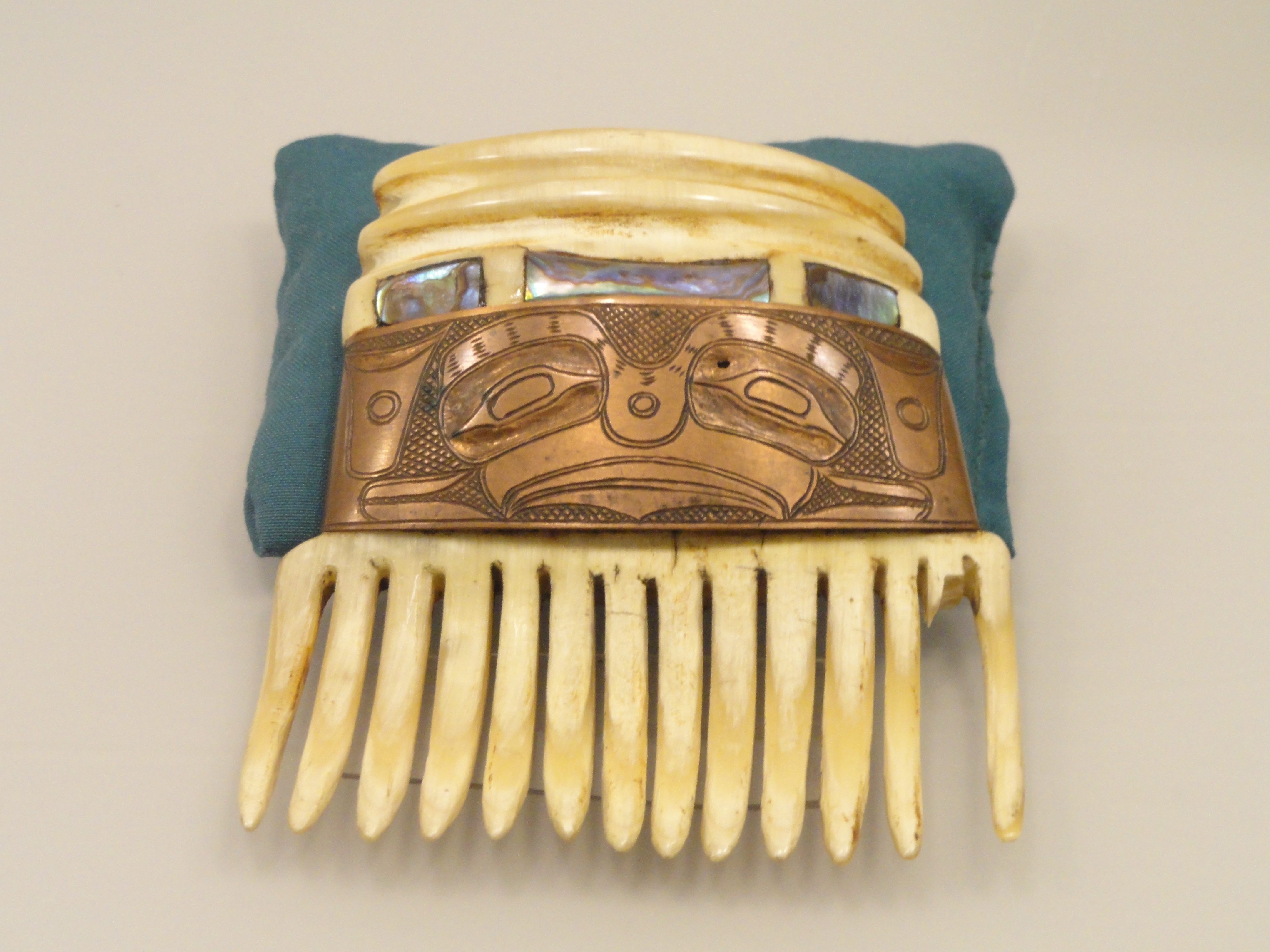
Peigne amérindien, ivoire avec plaque de cuivre et coquillage, Musée Peabody à Harvard

Nous n'avons pas évoqué le cuivre métal, fruit de la cristallisation par les métallurgistes ayant réduit un minerai de cuivre. Il était aisé à l'archéologue de trouver des morceaux ou déchets du cuivre des fonderies. Que ce soit à Saint-Bel où le minerai des mines de Chessy était traité, ou en aval du col d'Anozel à proximité des mines vosgiennes du Kemberg, la production antique modeste ou le plus souvent importante depuis le XIVe siècle a perduré pendant des siècles avant de s'évanouir dans la nuit de l'histoire.